# Я знаю, що ви скоїли минулого літа
«Я знаю, що ви скоїли минулого літа» (англ. I Know What You Did Last Summer) — американський фільм жаху, молодіжний слешер 1997 р., знятий на основі роману «Я знаю, що ви зробили минулого літа» 1973 р. Лоїс Дункан. У фільмі знімалися: Дженніфер Лав Г'юїтт, Сара Мішель Геллар, Раян Філліпп, Фредді Принц-молодший з Енн Гейч і Бріджит Вілсон в ролі другого плану. Сюжет розгортається навколо чотирьох друзів, до яких підкрадається вбивця через рік після приховування наслідків автомобільної аварії, в якій вони брали участь. Режисером фільму став Джим Гіллеспі, сценаристом — Кевін Вільямсон, автор «Крику».
Фільм отримав змішані відгуки критиків, проте був успішним фінансово, касові збори склали понад 125 мільйонів доларів у прокаті. Він також номінувався та завоював кілька нагород. Фільм став частою пародією та згадкою у популярній культурі.
Існує два продовження: Я досі знаю, що ви скоїли минулого літа (1998) і Я завжди знатиму, що ви зробили минулого літа (2006), який відразу вийшов у DVD релізі. Друга частина сюжетно продовжує лінію першого фільму, остання ж встановлює нову сюжетну лінію, в ній не беруть участь актори з перших двох.

## Сюжет
Четверо друзів — Гелен Шиверс (Сара Мішель Геллар), Джулі Джеймс (Дженніфер Лав Г'юїтт), Баррі Кокс (Раян Філліпп) і Рей Бронсон (Фредді Принц-молодший) виїхали з міста, щоб відсвяткувати перемогу Гелен. По дорозі додому вони потрапили у ДТП і вбили людину. Пізніше скинули труп в океан та погодилися ніколи не обговорювати те, що сталося.
Через рік Джулі повертається додому з коледжу. Вона ні з ким з друзів з моменту аварії не розмовляла. Вдома Джулі знаходить лист з написом «Я знаю, що ви скоїли минулого літа!». У паніці Джулі йде до Гелен в універмаг її сім'ї, показує їй листа, вони вирішують відвідати Баррі.
На заводі Макса вбиває жорстоко анонімна фігура в плащі. Вбивця атакує наступного Баррі, але останній виживає.
Джулі приходить до лікарні, щоб побачити Баррі та знаходить Гелен і Рея там. Джулія вважає, що людина, яку вони збили, Девід Іган, тому що газетна стаття кілька тижнів після аварії згадує про тіло, змите на берег. Гелен і Джулі йдуть, щоб відвідати сім'ю Іганів.
Гелен лягає спати в ту ніч, до неї в кімнату входить незнайомець з парою ножиць. Наступного ранку Гелен прокидається з короною на голові, її волосся коротко пострижене, на дзеркалі є слово «скоро».
З чотирьох друзів виживають двоє. Убивцю змиває в океан, поліцейський питає постраждалих, чому Бен хотів їх убити. Джулі і Рей обидва кажуть, що вони не знають. Тіло Бена не знайдене.
Через рік Джулі знаходиться на другому році навчання в коледжі та планує поїздку в Нью-Йорк з Реєм. Джулія отримує дзвінок зі стільникового телефону від Рея, коли вона знаходиться у ванній, включивши душ. Вона виходить прийняти виклик, і бачить лист, що нагадує про зустріч Pool Party. Джулія повертається у ванну, яка тепер наповнилася паром. На двері душа напис «Я все ще знаю». Бен стрибає через двері, і Джулі кричить.

## Ролі
- Дженніфер Лав Г'юїтт — Джулі Джеймс
- Сара Мішель Геллар — Гелен Шиверс
- Раян Філліпп — Баррі Вільям Кокс
- Фредді Принц-молодший — Рей Бронсон
- Бріджит Вілсон — Ельза Шиверс
- Енн Гейч — Міссі Еґан
- Мьюз Вотсон — Бен Вілліс
- Джонні Галецкі — Макс Неврік
- Стюарт Грір — директор Девід Капорізон

## Нагороди та номінації
| Рік  | Церемонія                       | Категорія                                                                              | Результат |
| ---- | ------------------------------- | -------------------------------------------------------------------------------------- | --------- |
| 1997 | ASCAP Award                     | Найкращий касовий фільм, Джон Дебні                                                    | Перемога  |
| 1998 | Сатурн                          | Найкращий фільм жаху                                                                   | Номінація |
| 1998 | Blockbuster Entertainment Award | Найкращий жіночий дебют, Найкраща актриса, Дженніфер Лав Г'юїтт                        | Перемога  |
| 1998 | Blockbuster Entertainment Award | Найкраща актриса другого плану — фільм жаху, Сара Мішель Геллар                        | Перемога  |
| 1998 | Blockbuster Entertainment Award | Найкращий актор жаху, Фредді Принц-молодший                                            | Номінація |
| 1998 | Blockbuster Entertainment Award | Найкраща актриса жаху, Дженніфер Лав Г'юїтт                                            | Номінація |
| 1998 | Blockbuster Entertainment Award | Найкращий актор другого плану, Раян Філліпп                                            | Номінація |
| 1998 | IHG Award                       | Найкращий фільм                                                                        | Номінація |
| 1998 | MTV Movie Awards                | Найкращий прорив, Сара Мішель Геллар                                                   | Номінація |
| 1998 | Молодий актор                   | Найкраще виконання в художньому фільмі — провідна молода актриса, Дженніфер Лав Г'юїтт | Номінація |